# Philip Luty
Philip A. Luty (1965 - 8 de abril de 2011, Tinshill ) foi um autor, ativista e armeiro inglês. 

## Vida
Philip Luty cresceu em uma fazenda em West Yorkshire, Inglaterra. Ele fez campanha pela posse de armas de fogo e publicou livros sobre a produção de armas de fogo artesanais, principalmente submetralhadoras em calibre 9x19mm. Luty entendia seu trabalho como um protesto contra a proibição do governo britânico da maioria das armas de fogo. Luty foi acusado de fabricação ilegal de armas no final dos anos 90 e sentenciado a quatro anos de prisão.  Nos Estados Unidos, a organização Judeus pela Preservação da Propriedade de Armas de Fogo (JPFO) fez campanha pela libertação de Luty. 
Em 2009, outra acusação foi feita depois que uma unidade antiterrorista armada revistou a casa de Luty em maio de 2009. Luty foi posteriormente julgado por violar o Ato sobre Terrorismo de 2000 .  Em 8 de abril de 2011, Luty morreu após uma prolongada e grave doença de câncer.  O processo criminal em andamento foi encerrado por causa de sua morte. 
Ele também foi o principal suspeito de uma campanha de assédio contra uma instituição de caridade e incorporadora local em Cookridge, de 2006 a 2009.  Ele foi preso por incidentes criminais, mas foi libertado devido à falta de provas.  A revista canadense Vice vê em Philip Luty um predecessor de Cody Wilson :  "Apesar das décadas e milhares de quilômetros que os separam, os Luty e Wilson estão compartilhando a mesma convicção: a posse ou a capacidade de produzir armas de fogo é fundamental direito que permite que os cidadãos permaneçam fortes contra seu governo ". 
Após a morte de Luty, o Partido Libertário publicou um aviso de funeral em sua página inicial ″ Estamos triste a anunciar a morte de Philip A. Luty. Se você não sabe quem ele era, ele foi repetidamente perseguido pelas autoridades e foi preso pela polícia britânica  e preso por nove semanas por escrever um livro. " E o aviso termina com essa advertência: "Não baixe nada do site dele ou eles podem vir buscar por você também..."  As armas de Luty, que foram rotuladas como sendo construídas ilegalmente, foram encontradas em ataques na Cisjordânia, subúrbios dos EUA e América do Sul. 

## Diversos

### Centro Nacional de Armas de Fogo
Duas cópias do Luty SMG 9mm Parabellum fazem parte da coleção do British National Firearms Centre (NFC) e são exibidas em Leeds no Royal Armouries Museum .  O Centro Nacional de Armas de Fogo remonta ao rei Ingles Charles I, que montou uma oficina de armas na Torre de Londres em 1631 e começou a construir uma coleção de armas produzidas pelo Estado. 

## Publicações
- P.A. Luty: Expedient Homemade Firearms- The 9mm Submachine Gun. Paladin Press, 1998, ISBN 9780873649834
- P.A. Luty: A Threat to Freedom of Speech in England. The Libertarian Enterprice, no 313, 3 de abril de 2005